# 3. ŽNL Vukovarsko-srijemska NS Vukovar 2006./07.

## Tablica
| Mj. | Klub             | Sus. | Pobj. | Nerj. | Por. | GR.   | Bod.       |
| --- | ---------------- | ---- | ----- | ----- | ---- | ----- | ---------- |
| 1.  | ŠNK Dunav Sotin  | 16   | 11    | 4     | 1    | 54:21 | 37         |
| 2.  | NK Sloga Pačetin | 16   | 9     | 4     | 3    | 45:26 | 31         |
| 3.  | NK Mohovo        | 16   | 9     | 3     | 4    | 40:32 | 30         |
| 4.  | NK Tompojevci    | 16   | 9     | 2     | 5    | 50:41 | 28 (-1) ↓1 |
| 5.  | NK Negoslavci    | 16   | 8     | 3     | 5    | 52:31 | 27         |
| 6.  | NK Lipovača      | 16   | 7     | 1     | 8    | 60:49 | 22         |
| 7.  | NK Opatovac      | 16   | 5     | 3     | 8    | 33:57 | 18         |
| 8.  | NK Petrovci      | 16   | 2     | 2     | 12   | 29:59 | 7 (-1) ↓2  |
| 9.  | NK Sokol Berak   | 16   | 1     | 0     | 15   | 21:68 | 2 (-1) ↓3  |

## Rezultati
| NK Negoslavci - NK Opatovac 10:0 NK Tompojevci - NK Sloga Pačetin 0:3 ↓4 NK Mohovo - ŠNK Dunav Sotin 0:0 NK Sokol Berak - NK Petrovci 0:3 NK Lipovača slobodna | ŠNK Dunav Sotin - NK Sokol Berak 3:2 NK Sloga Pačetin - NK Mohovo 6:0 NK Opatovac - NK Tompojevci 4:6 NK Lipovača - NK Negoslavci 3:3 NK Petrovci slobodni | NK Tompojevci - NK Lipovača 3:5 NK Mohovo - NK Opatovac 3:0 NK Sokol Berak - NK Sloga Pačetin 0:1 NK Petrovci - ŠNK Dunav Sotin 2:6 NK Negoslavci slobodni    |
| NK Sloga Pačetin - NK Petrovci 7:2 NK Opatovac - NK Sokol Berak 3:0 NK Lipovača - NK Mohovo 1:0 NK Negoslavci - NK Tompojevci 4:2 ŠNK Dunav Sotin slobodan     | NK Mohovo - NK Negoslavci 2:1 NK Sokol Berak - NK Lipovača 2:7 NK Petrovci - NK Opatovac 3:3 ŠNK Dunav Sotin - NK Sloga Pačetin 4:2 NK Tompojevci slobodni | NK Opatovac - ŠNK Dunav Sotin 2:5 NK Lipovača - NK Petrovci 8:2 NK Negoslavci - NK Sokol Berak 6:1 NK Tompojevci - NK Mohovo 5:1 NK Sloga Pačetin slobodna    |
| NK Sokol Berak – NK Tompojevci 2:3 ↓5 NK Petrovci – NK Negoslavci 2:6 ŠNK Dunav Sotin – NK Lipovača 5:0 NK Sloga Pačetin – NK Opatovac 2:1 NK Mohovo slobodno  | NK Lipovača – NK Sloga Pačetin 1:4 NK Negoslavci – ŠNK Dunav Sotin 3:3 NK Tompojevci – NK Petrovci 3:0 NK Mohovo – NK Sokol Berak 5:2 NK Opatovac slobodan | NK Petrovci – NK Mohovo 2:2 ŠNK Dunav Sotin – NK Tompojevci 4:1 NK Sloga Pačetin – NK Negoslavci 3:3 NK Opatovac – NK Lipovača 0:12 NK Sokol Berak slobodan   |
| NK Opatovac – NK Negoslavci 2:0 NK Sloga Pačetin – NK Tompojevci 2:2 ŠNK Dunav Sotin – NK Mohovo 1:1 NK Petrovci – NK Sokol Berak 0:3 ↓6 NK Lipovača slobodna  | NK Sokol Berak – ŠNK Dunav Sotin 1:5 NK Mohovo – NK Sloga Pačetin 4:2 NK Tompojevci – NK Opatovac 2:2 NK Negoslavci – NK Lipovača 4:2 NK Petrovci slobodni | NK Lipovača – NK Tompojevci 3:4 NK Opatovac – NK Mohovo 4:1 NK Sloga Pačetin – NK Sokol Berak 3:0 ↓7 ŠNK Dunav Sotin – NK Petrovci 3:0 NK Negoslavci slobodni |
| NK Petrovci – NK Sloga Pačetin 2:3 NK Sokol Berak – NK Opatovac 2:3 NK Mohovo – NK Lipovača 3:1 NK Tompojevci – NK Negoslavci 3:1 ŠNK Dunav Sotin slobodan     | NK Negoslavci - NK Mohovo 1:2 NK Lipovača - NK Sokol Berak 6:3 NK Opatovac - NK Petrovci 2:0 NK Sloga Pačetin - ŠNK Dunav Sotin 1:1 NK Tompojevci slobodni | ŠNK Dunav Sotin - NK Opatovac 4:1 NK Petrovci - NK Lipovača 4:3 NK Sokol Berak - NK Negoslavci 0:5 NK Mohovo - NK Tompojevci 5:1 NK Sloga Pačetin slobodna    |
| NK Tompojevci - NK Sokol Berak 7:0 NK Negoslavci - NK Petrovci 3:2 NK Lipovača - ŠNK Dunav Sotin 1:5 NK Opatovac - NK Sloga Pačetin 2:2 NK Mohovo slobodno     | NK Sloga Pačetin - NK Lipovača 3:2 ŠNK Dunav Sotin - NK Negoslavci 3:0 NK Petrovci - NK Tompojevci 3:4 NK Sokol Berak - NK Mohovo 3:8 NK Opatovac slobodan | NK Mohovo - NK Petrovci 3:2 NK Tompojevci - ŠNK Dunav Sotin 4:2 NK Negoslavci - NK Sloga Pačetin 2:1 NK Lipovača - NK Opatovac 5:4 NK Sokol Berak slobodan    |